# Wolfstein (Neumarkt in der Oberpfalz, Weiler)

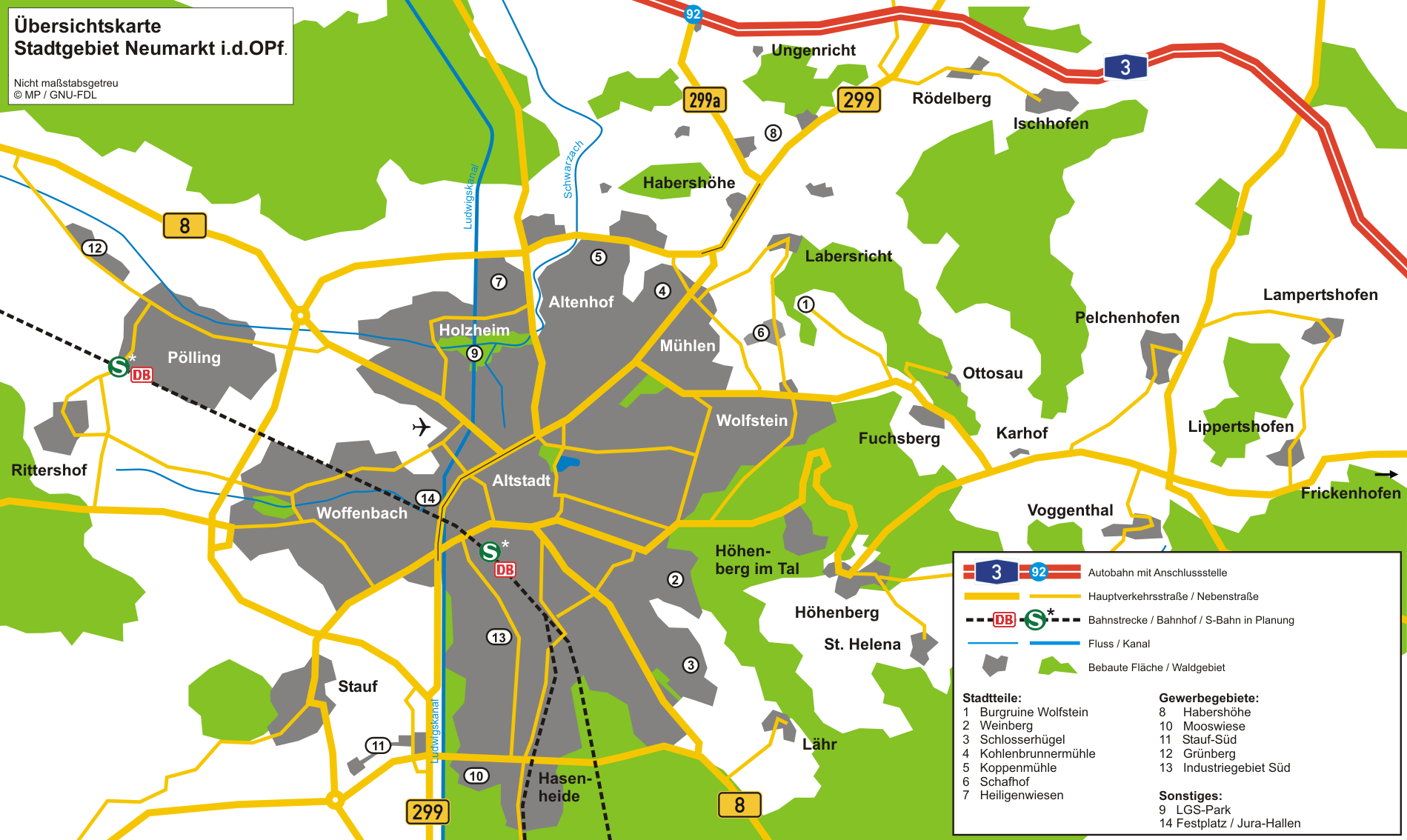
Stadtgebiet Neumarkt

Wolfstein ist ein Gemeindeteil der Großen Kreisstadt Neumarkt in der Oberpfalz in Bayern.
Der Weiler liegt nordöstlich des Hauptortes Neumarkt in der Oberpfalz, er ist nicht identisch mit der einen Kilometer weiter südlich liegenden gleichnamigen Siedlung. Der Weiler liegt auf der Gemarkung Labersricht angrenzend an die Burgruine Wolfstein nahe der höchsten Stelle des Wolfsteinbergs (588,8 m ü. NN).

## Bauwerke
In der Liste der Baudenkmäler in Neumarkt in der Oberpfalz sind für Wolfstein zwei Baudenkmale aufgeführt:
- Die Burgruine Wolfstein ist eine ehemalige Adelsburg aus dem 12. Jahrhundert. Die Höhenburg befindet sich auf der höchsten Stelle des 588,8 Meter hohen Wolfsteinbergs.
- Die Dorfkapelle St. Maria (Burg Wolfstein 1) ist ein polygonal geschlossener Satteldachbau mit Giebeldachreiter, bezeichnet „1891“.

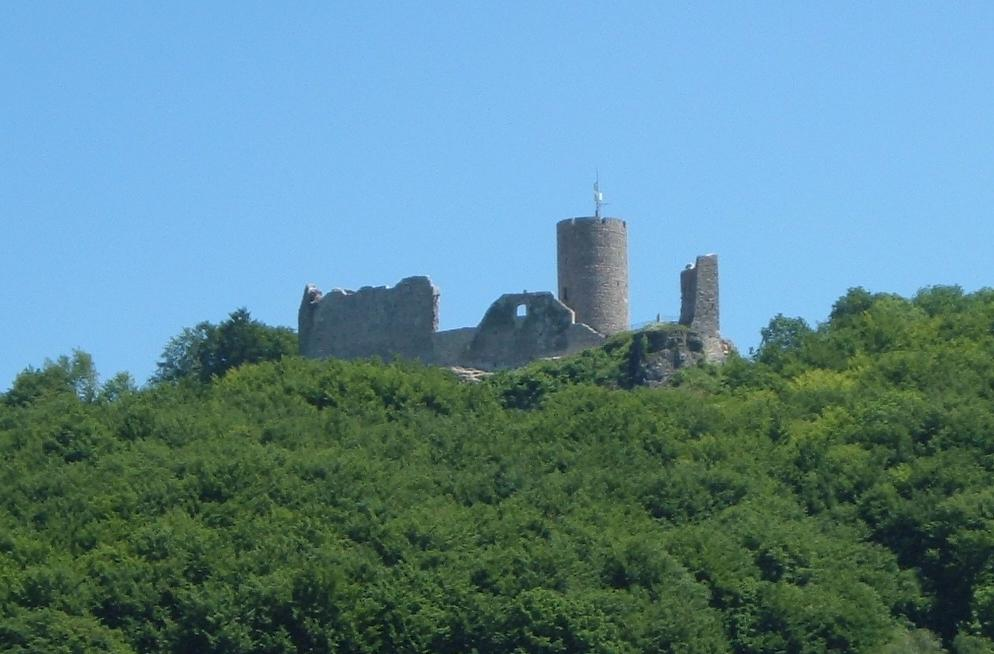
Burgruine Wolfstein (2005)
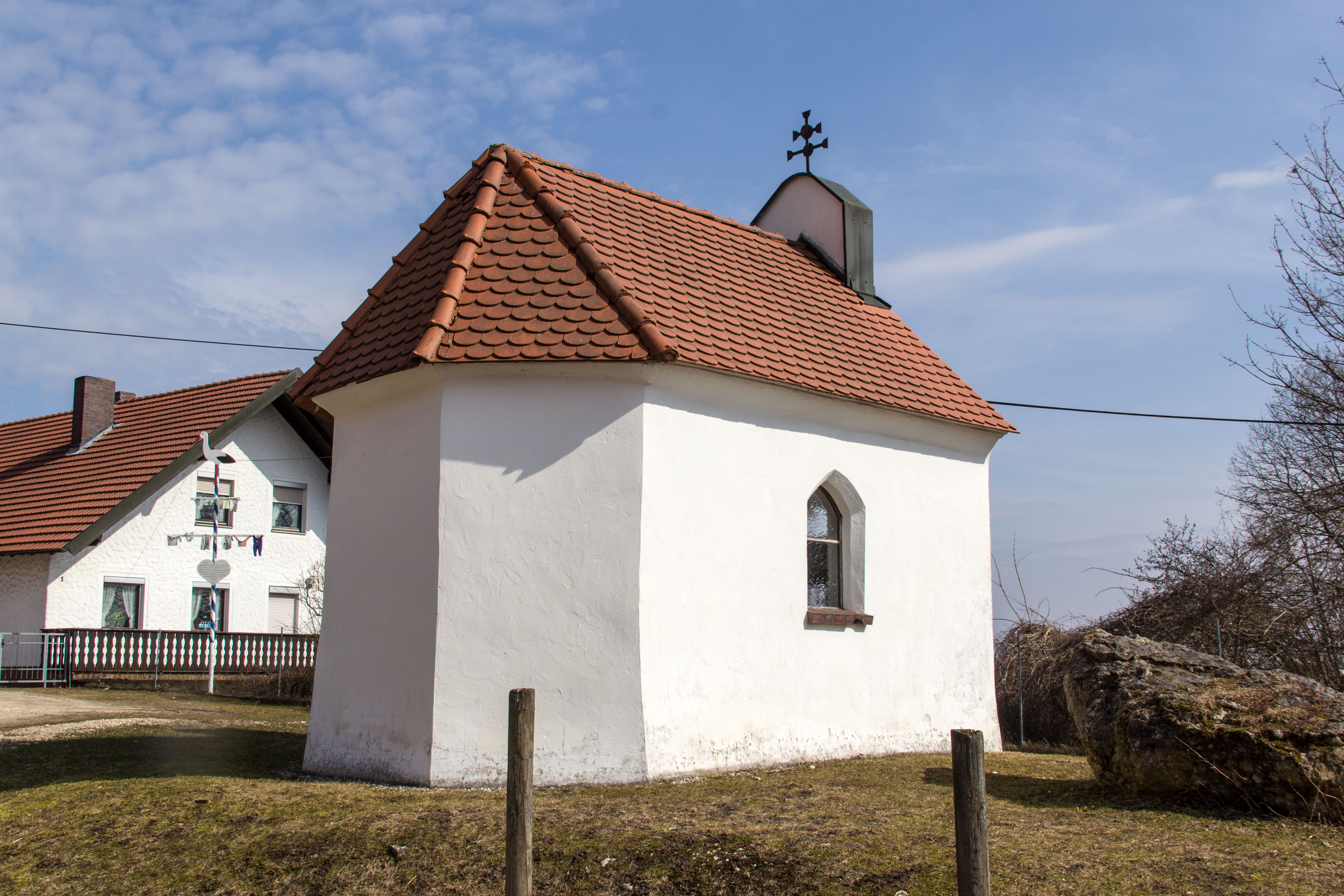
Dorfkapelle St. Maria (2013)